# 關西鎮 (台灣)
24°47′25″N 121°10′19″E / 24.790278°N 121.171944°E
關西鎮，舊稱「鹹菜甕」，日治時期改稱「關西」，得名自其舊稱之日語諧音，位於臺灣新竹縣東北部，牛欄河與鳳山溪匯流之處。鎮內人口主要族群為客家人，約佔全鎮人口的九成，腔調則以海陸腔及四縣腔為主，但由於其境內東部地區仍有泰雅族原住民居住的傳統部落（馬武督部落、戈尤浪(Qyulang)部落），故仍列為平地原住民鄉鎮，而現今原住民人口數佔關西鎮總人口數1.9%左右。
由於地理位置的關係，早期屬於南北交通和東西交通的匯集點，是新竹山地經濟重要的交換中心，曾與新竹市區、竹東鎮並列新竹地區三大城鎮區。關西鎮過去曾為中華民國陸軍步兵第206師（威武部隊）重要陣地。境內名產有仙草、鹹菜、番茄、草莓、柑橘、茶等，並以關西仙草最為出名，也是仙草之重要產地，其產量為全台灣總產量的60%，每年舉辦的仙草節是關西鎮的代表活動。

## 歷史

### 地名由來
關西鎮最初之地名為美里庄，當乾隆五十八年由泉州人陳智仁者 （墾號：連際盛）在開墾南門崁下及河背（今之南山里）時，將此一帶命名為美里庄。翌年連際盛放棄墾權，被併於衛阿貴掌管續墾，衛氏建公館於老街曰「課館」改美里庄為新興庄。衛阿貴歿後，其嗣衛壽宗在道光三十年，開墾告竣又改新興庄為鹹菜甕，又稱「啣彩鳳」。後因熱鬧而從庄改稱街，為鹹菜甕街，為新竹縣竹北堡所轄（後改為竹北二堡）。

### 行政區沿革
日治時期初期沿用清代區劃，後進行街庄整併，1901年設立咸菜硼支廳，屬桃仔園廳，下轄銅鑼圈區（今桃園市龍潭區三水、三河、高平、高原里）、石崗仔區（今關西鎮西側六里）、咸菜硼區（上述六里、錦山、金山、玉山等里及東山里東側以外）。1920年廢廳、支廳、區、街庄改州、郡、庄、大字；石崗仔區和咸菜硼區兩區合併為關西庄，屬新竹州新竹郡，轄域內分為鹹菜棚、拱子溝、店子岡、十六張、上南片、湖肚、三屯、牛欄河、十寮、湳湖、石門、燥坑、老社寮、子園、新城、坪林、上橫坑、下橫坑、下南片、石岡子、老焿寮、大旱坑、水坑、茅子埔24個大字，後鹹菜棚更名為關西。1924年5月，新竹郡蕃地所屬之大竹坑、竹頭（部份）、舊馬武督、六畜、赤柯山改編入關西庄，成為第25個大字「馬武督」，即今東山里東側、玉山、金山里。1941年10月，關西庄升格為「街」，改稱關西街，轄區不變。1944年4月，新竹郡蕃地新竹郡蕃地馬武督社編入關西街，成為第26個大字「錦山」。
1945年中華民國政府接收台灣後，廢除州郡制度，改新竹州為新竹縣，新竹郡改為新竹區，關西街改為關西鎮。之後政府於1950年實施調整縣市行政區劃，將新竹縣劃分為桃園縣、新竹縣、苗栗縣三縣，並廢除縣轄區，關西鎮直隸於新竹縣至今。

### 老街

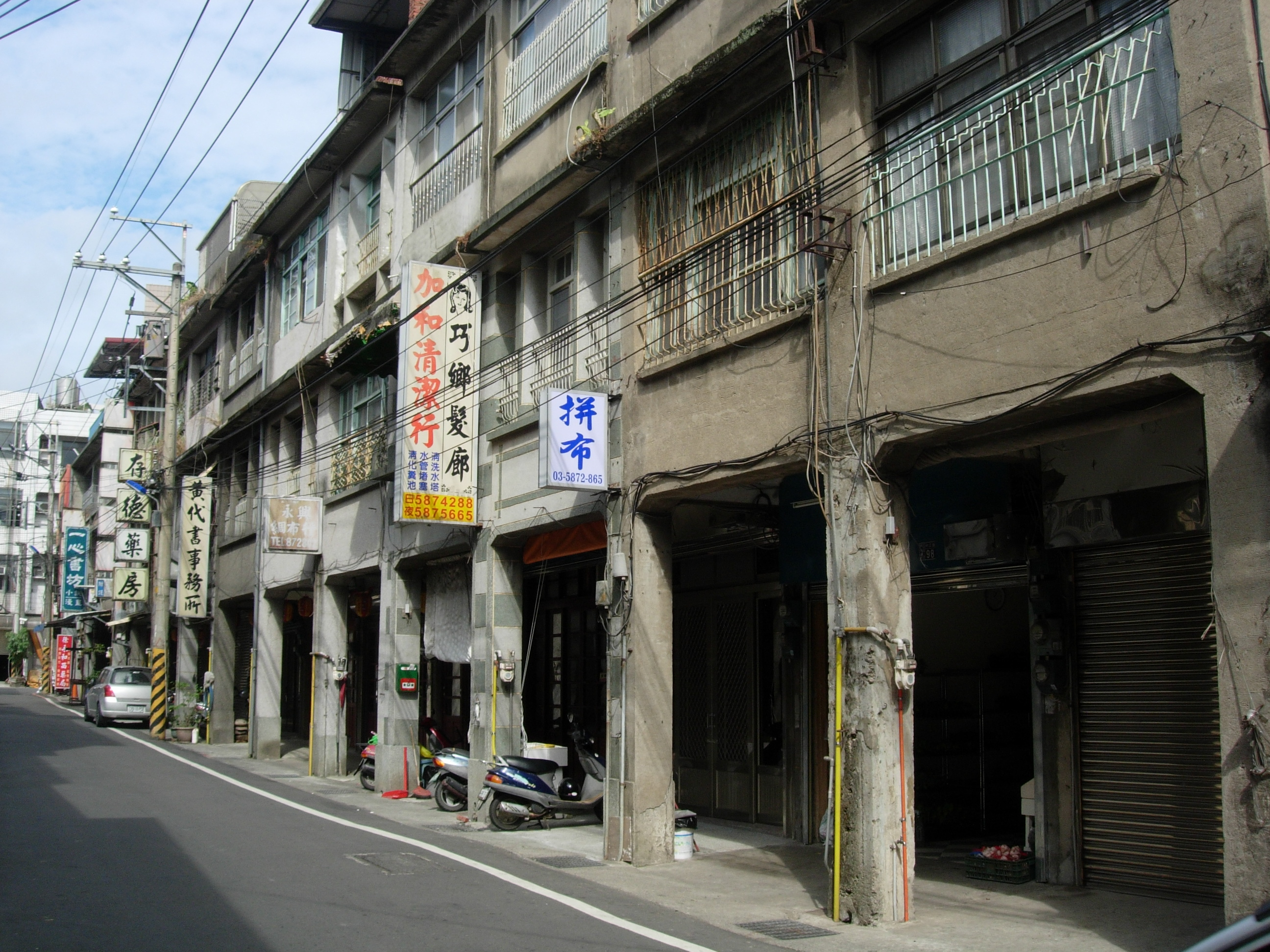
關西石店子老街道

即今中正路以西的大同路段，清代竹塹社衛阿貴所承接興新堡號，於嘉慶17年（1812年）開墾所形成的街肆，公館即設置於此，道光年後山產業交易日盛。今街道兩側多為舊式建築。新街位在關西鎮公所的東南方，即今中正路以東的大同路段，為道光初期所形成的街肆，道光9年（1829年）後始稱鹹菜甕街，新街形成後發展較老街快速，今日仍是商店密布的街道。
現況
相對於現今街道所稱的老街，有下列兩處：
- 依戶政地址：位於西安里的老街，現今本路段名仍為老街，英文翻譯為Old St.，一側房舍現僅為住宅使用，另一側則是關西國小。
- 依歷史發展：關西分駐所舊址前方之中正路，又名石店子老街，號稱全台最狹窄、最短之中正路，其老街道目前保有不少日治時期風格建築，目前有許多藝術文創店家進駐，開設二手書店、手作小舖及咖啡館等，為關西小鎮藝術發展之基地。另外鄰近中正路，位於分駐所後方的惠愛路，又名木匠街，過去曾是眾多木匠聚集之地，而位於惠愛路上的關西第一戲院亦是關西鎮街道發展的歷史建築[7]。

## 地理

### 地形
關西鎮位於新竹縣東北部，北臨桃園市龍潭區，西北鄰新埔鎮，東鄰桃園市復興、大溪兩區，南與尖石、橫山、芎林三鄉相接:43。全境面積約為126平方公里，是新竹縣面積第三大鄉鎮，亦為新竹縣面積最大的平地鄉鎮:43、47。關西鎮極東為錦山里鳥嘴山，極西為東平里老庚寮，極南為玉山里三重坑，極北為東平里南坑。中心方位東經121.10度，北緯24.48度。西面為帶狀平地，其餘東南北三面連峰，多為丘陵起伏之山坡地。關西鎮海拔最高點位於鎮內最高峰的鳥嘴山，海拔1,790公尺。鎮內地形分區基本以鳳山溪及牛欄河為界線，將關西鎮切割為四大區塊：
東部山地區（馬武督山地）
本區為西部衝上斷層山地（加里山山脈）一部分，平均海拔高度均300公尺以上，山脈主要呈現東北西南走向，靠近鳳山溪一帶為淺山丘陵。區內有許多海拔高於500公尺的山峰分別為：
- 外鳥嘴山（1,350 公尺）
- 馬武督山（1,021 公尺）
- 六畜山（840公尺）
- 帽盒山（837 公尺）
- 石牛山（670 公尺）
- 彩和山（612 公尺）
- 壽桃山（540 公尺，亦稱高甫山）

西南丘陵區
主要為台地性丘陵的飛鳳山丘陵，平均海拔高度均450公尺以下，位於新力里、上林里上橫坑、南山里上南片、南新里燥坑之範圍。
北端台地區
桃園台地群中湖口台地的南緣一帶，為「古石門沖積扇」的紅土緩起伏面，平均海拔高度均450公尺以下，位於東平里、大同里及仁安里、北斗里六福之範圍。
河谷河階區
本區河階屬於低位河階，多為鳳山溪及牛欄河沖積河谷平原及切割台地的河階，平均海拔均150公尺以下，地勢平坦，水源充足，多為人口密集之聚落及農產業發達的區域，主要位於石光里、大同里茅子埔、北斗里、北山里、西安里、南山里、東安里、東光里、南新里新城苧子園等河流經過一帶之範圍。

### 水文
關西鎮主要的河川為鳳山溪、牛欄河、馬武督溪、四寮溪與新城溪，後四者均為鳳山溪上游重要支流，其水系均屬鳳山溪流域，主要供應農業灌溉用水，其中鳳山溪渡船頭段也有自來水取水口供作民生用水。而海拔1,350公尺的外鳥嘴山也為發源地之一。而鎮內的大竹坑一帶溪流，為大漢溪流域的上游，部分為石門水庫集水區。另外南坑一帶的溪流則流入鳳山溪支流—霄裡溪。
農業灌溉系統主要為鳳山溪北岸的店子岡崁下圳、石岡二圳、北山圳、關西崁下圳與鳳山溪南岸的坪林圳、南和一圳，灌溉面積約150公頃，而鎮內多數農田並未在新竹農田水利管理處的灌溉範圍內。另有先民自建的灌溉設施如北山里雙口塘、南山里老水車(上南片水圳)、東光里千鶴湖（十股池、三屯圳）、東山里上埤塘(湖肚圳)、上林里坪林水塘群(坪林圳及抽水站)。

### 氣候
關西鎮由於地處北回歸線以北，故屬於副熱帶季風氣候，全年氣溫變化不大，氣候相對舒適。根據關西氣象站於2008年至2015年的氣溫統計，關西鎮年均溫為攝氏21.6度，月平均最高氣溫為七月的攝氏27.5度，最低氣溫為一月的攝氏14.5度。年平均降雨量為2,310.1公釐，最多為八月的376.6公釐，最少為一月的73.4公釐，而降雨量主要集中在五月至八月的梅雨季節以及颱風季節。秋冬以後為東北季風盛行的季節，降雨量逐漸減少，氣溫逐漸轉涼，因關西鎮位處相對內陸及地形遮蔽，平均風速較新竹平原及沿海微弱。
| 關西鎮（2008年至2020年） | 關西鎮（2008年至2020年） | 關西鎮（2008年至2020年） | 關西鎮（2008年至2020年） | 關西鎮（2008年至2020年） | 關西鎮（2008年至2020年） | 關西鎮（2008年至2020年） | 關西鎮（2008年至2020年） | 關西鎮（2008年至2020年） | 關西鎮（2008年至2020年） | 關西鎮（2008年至2020年） | 關西鎮（2008年至2020年） | 關西鎮（2008年至2020年） | 關西鎮（2008年至2020年） |
| 月份                     | 1月                      | 2月                      | 3月                      | 4月                      | 5月                      | 6月                      | 7月                      | 8月                      | 9月                      | 10月                     | 11月                     | 12月                     | 全年                     |
| ------------------------ | ------------------------ | ------------------------ | ------------------------ | ------------------------ | ------------------------ | ------------------------ | ------------------------ | ------------------------ | ------------------------ | ------------------------ | ------------------------ | ------------------------ | ------------------------ |
| 平均高温 °C（°F）        | 26.0 (78.8)              | 28.4 (83.1)              | 29.9 (85.8)              | 32.3 (90.1)              | 34.4 (93.9)              | 35.2 (95.4)              | 36.5 (97.7)              | 36.5 (97.7)              | 35.7 (96.3)              | 33.6 (92.5)              | 31.8 (89.2)              | 27.5 (81.5)              | 32.3 (90.2)              |
| 日均气温 °C（°F）        | 15.1 (59.2)              | 15.5 (59.9)              | 17.4 (63.3)              | 20.8 (69.4)              | 24.2 (75.6)              | 26.6 (79.9)              | 27.7 (81.9)              | 27.5 (81.5)              | 26.4 (79.5)              | 23.7 (74.7)              | 20.8 (69.4)              | 16.4 (61.5)              | 21.8 (71.3)              |
| 平均低温 °C（°F）        | 6.0 (42.8)               | 7.3 (45.1)               | 8.5 (47.3)               | 11.7 (53.1)              | 15.8 (60.4)              | 20.6 (69.1)              | 21.9 (71.4)              | 22.1 (71.8)              | 19.6 (67.3)              | 16.3 (61.3)              | 13.1 (55.6)              | 7.9 (46.2)               | 14.2 (57.6)              |
| 平均降水量 mm（）        | 103.4 (4.07)             | 114.5 (4.51)             | 172.1 (6.78)             | 176.8 (6.96)             | 277.8 (10.94)            | 296.7 (11.68)            | 223.5 (8.80)             | 356.8 (14.05)            | 239.1 (9.41)             | 80.3 (3.16)              | 86.0 (3.39)              | 93.7 (3.69)              | 2,220.7 (87.44)          |
| 平均相對濕度（％）       | 81.8                     | 84.3                     | 82.3                     | 82.1                     | 82.8                     | 83.6                     | 81.1                     | 82.5                     | 79.5                     | 77.2                     | 80.4                     | 80.5                     | 81.5                     |
| 来源：中央氣象局         |                          |                          |                          |                          |                          |                          |                          |                          |                          |                          |                          |                          |                          |

### 人口
根據新竹縣關西戶政事務所統計，2024年底關西鎮戶數約9.6千戶，人口約2.6萬人，鎮內人口最多與最少的里分別是東安里與玉山里，2024年底兩里人口分別為4,412人與438人，人口密度最高與最低的里分別是南雄里與玉山里，2024年底兩里人口密度分別為每平方公里10,219人與41人:55。
關西鎮人口長期呈現外流趨勢，老年人口比例已於2017年超過20%，進入超高齡社會，而該鎮內超過80歲的老年人口約有千人，超過百歲的人瑞約有數十人，是新竹縣內的長壽鄉之一。關西鎮的人口族群中，客家人占總人口90%以上，而原住民僅佔總人口約1.9%，其中原住民又以泰雅族為多數，佔總人口約1.3%。在產業方面，農業是關西鎮主要的經濟結構，2018年關西鎮的總就業人口約25,000人，農業人口佔48%，其中工業界佔30%，服務業佔15%，商業界佔7%。

### 原住民部落
馬武督地區原住民屬「馬里洸」群社的一支，是「馬里洸」群社中唯一不屬於尖石鄉、復興區之平地泰雅族部落，當地原住民文化失傳嚴重。主要信奉天主教及基督教，主要特色為泰雅編織物品、盛產桂竹筍、椴木香菇、咖啡等，每年會舉辦部落感恩祭及阿力節（泰雅語：Ali）。
當地的部落如下：
- 馬武督部落（泰雅語：Qalang m'utu）

位於錦山里8至10鄰，以馬武督教會為中心並沿著羅馬公路帶狀的部落，「馬武督（泰雅語：m'utu）」係指人員物資匯集處。
- 戈尤浪部落（泰雅語：Qalang Qyulang）

位於錦山里16鄰六曲窩部落，戈尤浪（泰雅語：Qyulang）是捕獵陷阱，表示這裡陷阱眾多，請族人多加小心。

## 政治

### 歷任首長
| 屆次   | 姓名     | 黨籍       | 任期                          | 備註 |
| ------ | -------- | ---------- | ----------------------------- | ---- |
| 1－3   | 徐家旺   |            | 1951年5月1日－1960年1月15日   |      |
| 4      | 陳興盛   |            | 1960年1月16日－1964年2月28日  |      |
| 5      | 陳興邦   |            | 1964年3月1日－1968年2月28日   |      |
| 6      | 劉錦傳   |            | 1968年3月1日－1973年2月28日   |      |
| 7－8   | 謝元昌   |            | 1973年3月1日－1982年2月28日   |      |
| 9      | 陳宜開   |            | 1982年3月1日－1986年2月28日   |      |
| 10－11 | 羅彭喜美 |            | 1986年3月1日－1994年2月28日   |      |
| 12－13 | 黃國憲   | 中國國民黨 | 1994年3月1日－2002年2月28日   |      |
| 14－15 | 羅吉坤   | 中國國民黨 | 2002年3月1日－2010年2月28日   |      |
| 16－17 | 吳發仁   | 無黨籍     | 2010年3月1日－2018年12月24日  |      |
| 18     | 劉德樑   | 中國國民黨 | 2018年12月25日-2022年12月24日 |      |
| 19     | 陳光彩   | 無黨籍     | 2022年12月25日-2026年12月24日 | 現任 |

### 鎮政組織

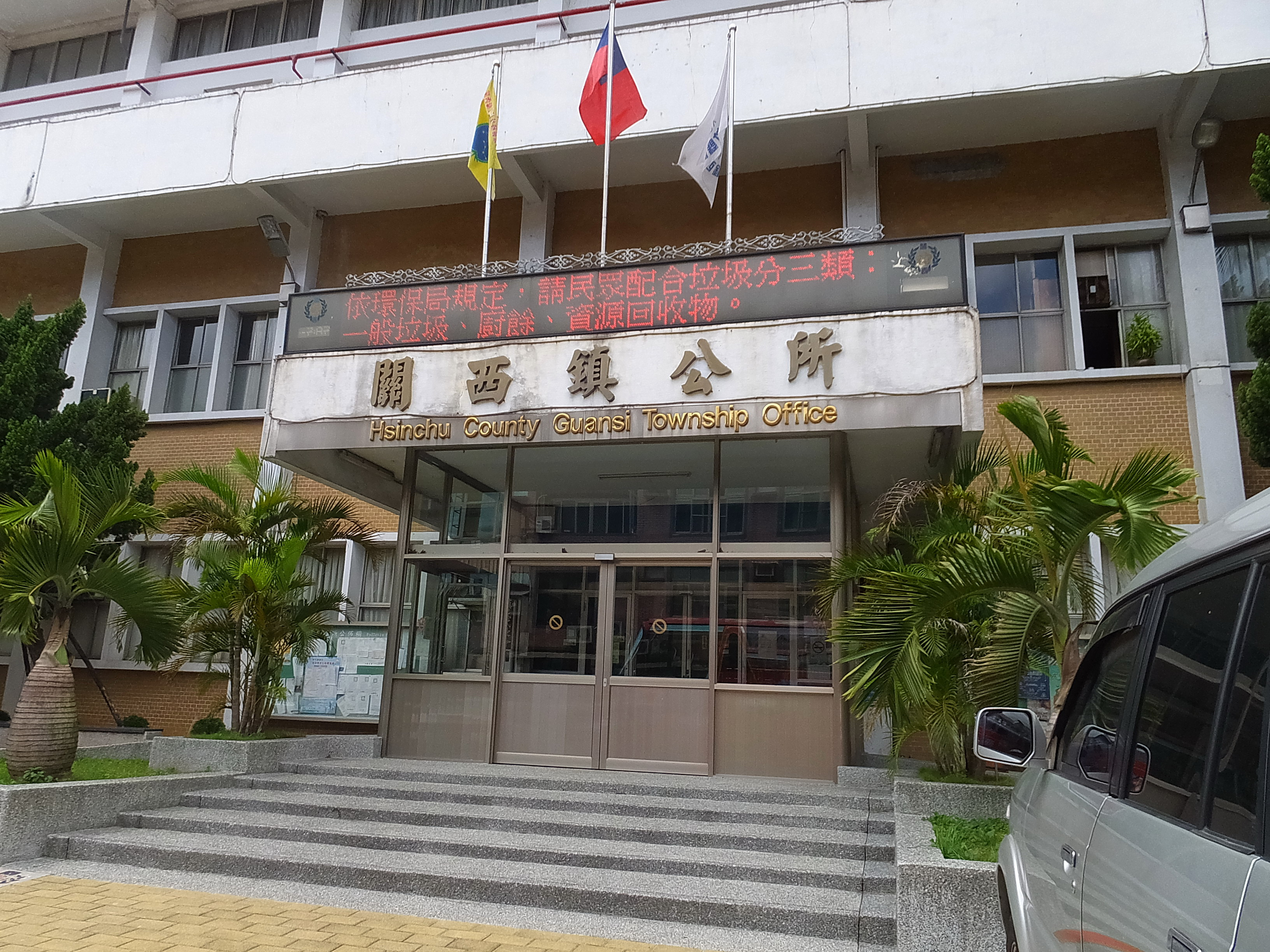
關西鎮公所

關西鎮公所是關西鎮最高層級的地方行政機關，在中華民國政府架構中為鎮自治的行政機關，同時負責執行縣政府及中央機關委辦事項，關西鎮的自治監督機關為新竹縣政府。鎮長由全體鎮民直接選舉產生，任期為四年，可連選連任一次。關西鎮公所並置鎮政會議，為鎮政最高決策機構，在鎮長之下，設有5課4室等9個內部單位及3個附屬機關。
關西鎮民代表會是關西鎮的最高民意機關，代表關西鎮全體鎮民立法和監察鎮政。鎮民代表由公民直選選出，任期為四年，可連選連任。關西鎮民代表會共有11位鎮民代表，分別為第一選區4席鎮民代表、第二選區3席鎮民代表、第三選區1席鎮民代表、第四選區3席鎮民代表，主席、副主席由11位鎮民代表互選產生。

### 行政區
現今關西鎮行政範圍的確立，來自於1924年，將馬武督劃入關西庄庄域，關西庄新增馬武督大字:349。1937年，關西庄改劃分為大旱坑、大東坑、石光、茅子埔、店子岡、關西一、關西二、關西三、關西四、牛欄河、三屯、湖肚、十寮、十六張、下南片、下橫坑、坪林、上橫坑、上南片、燥坑、苧子園、新城、老社寮、赤柯山、馬武督、錦山等26保。1943年11月1日，關西庄改制為關西街:348。1945年，改為「關西鎮」，屬新竹縣新竹區。1950年，調整行政區域並裁撤區署，關西鎮改直隸於新竹縣:352。
關西鎮共轄21個里，其行政區域分布情形為:51－54：
| 次分區   | 里名   | 里名   | 里名   | 里名   | 里名   | 里名   | 里名   | 里名   | 里名   | 里名   | 里名   | 里名   |
| -------- | ------ | ------ | ------ | ------ | ------ | ------ | ------ | ------ | ------ | ------ | ------ | ------ |
| 中心區   | 仁安里 | 北斗里 | 西安里 | 東興里 | 南雄里 | 南山里 | 北山里 | 新富里 | 東光里 | 東山里 | 東安里 | 南新里 |
| 外六里區 | 東平里 | 石光里 | 上林里 | 大同里 | 南和里 | 新力里 |        |        |        |        |        |        |
| 原住民區 | 玉山里 | 金山里 | 錦山里 |        |        |        |        |        |        |        |        |        |

| 關西鎮行政區劃 |
|                |

### 鎮內行政機關及公營事業
- 交通部高速公路局北區養护工程分局關西工務段
- 農業部農業試驗所關西工作站
- 台灣自來水公司竹北營運所關西淨水場
- 新竹縣關西鎮戶政事務所
- 新竹縣政府消防局第一大隊關西分隊
- 台灣電力公司關西服務所
- 新竹縣政府衛生局關西鎮衛生所
- 新竹縣政府警察局新埔分局關西分駐所
- 新竹縣政府警察局新埔分局東安派出所
- 新竹縣政府警察局新埔分局石光派出所
- 新竹縣政府警察局新埔分局錦山派出所
- 新竹關西新訓中心（關西營區）

## 經濟

### 農業
關西鎮的仙草、草莓主要栽植於鳳山溪沖積平原，其中仙草栽種方式以「一年水稻，一年仙草」的水旱田輪作模式耕作，為全台第一大產區，主要栽培於上林里、新力里、石光里及南和里等，栽培面積占全台灣45%；而草莓栽植季節於10月至隔年4月，為新竹縣第一大產區，栽培面積占全新竹縣83%。茶葉種植主要於大旱坑及拱子溝等丘陵台階上，為北部茶區重要生產區，為生產商用罐裝茶飲之茶菁原料，為新竹縣第一大產區，栽培面積占全新竹縣42%。柑橘類種植遍布於丘陵地及山區，以南和里、新力里、上林里、新富里、玉山里、金山里、錦山里等地區生產為主。椴木香菇、咖啡主要栽植於金山里、錦山里及馬武督一帶，為當地客家人及原住民相互合作之重要產業。

### 工業
- 新桃電廠

### 商業

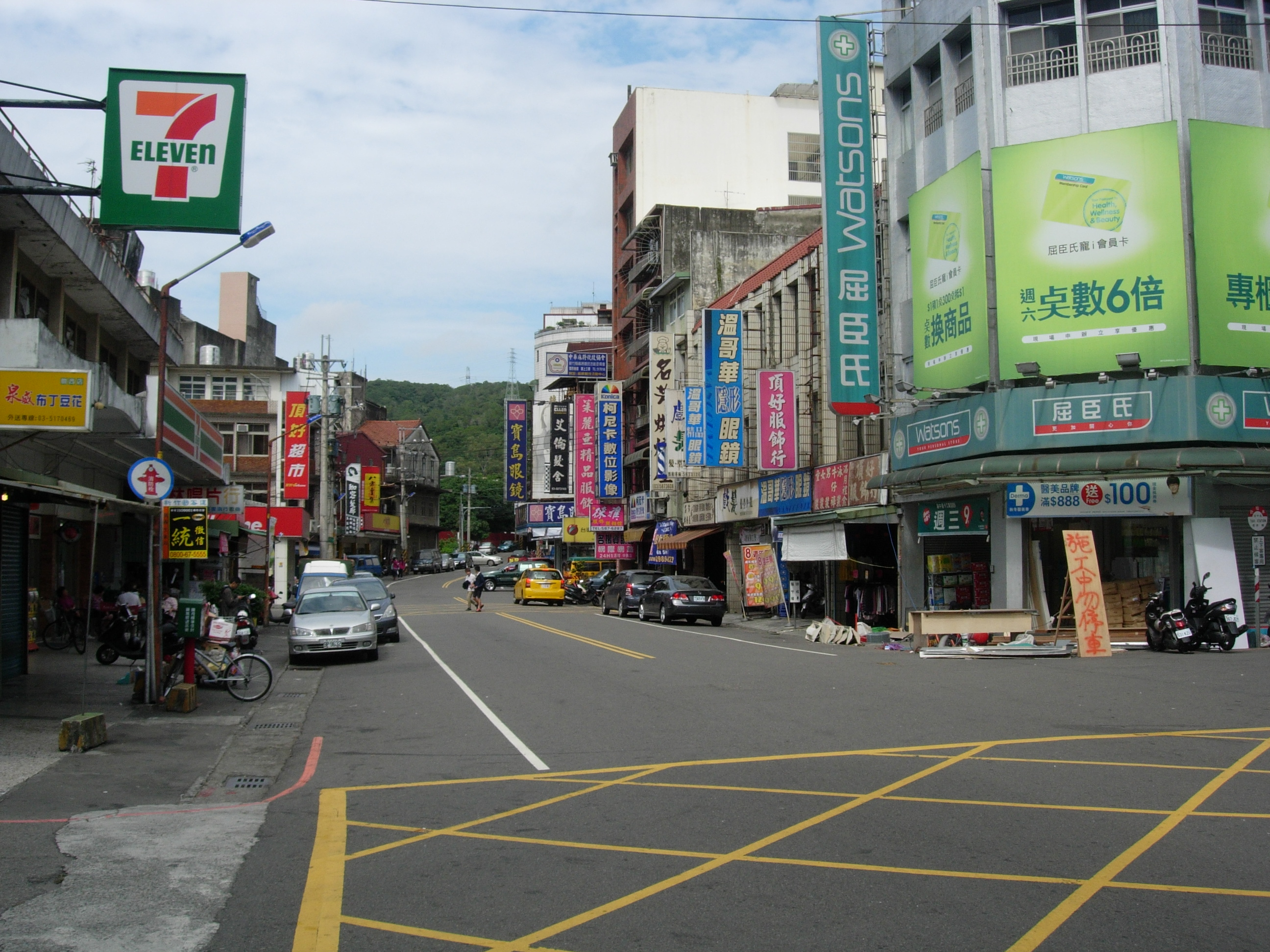
新竹客運站前商街

關西的傳統市集在公有市場以及靠近公有市場的惠愛路、大同路及正義路上。而商家聚集大多在正義路、中山路、中興路、明德路、大同路、中豐路所圍成範圍中，是關西鎮上最熱鬧的地方。另外，在關西國中前的正義路等也有不少商家。

### 金融業

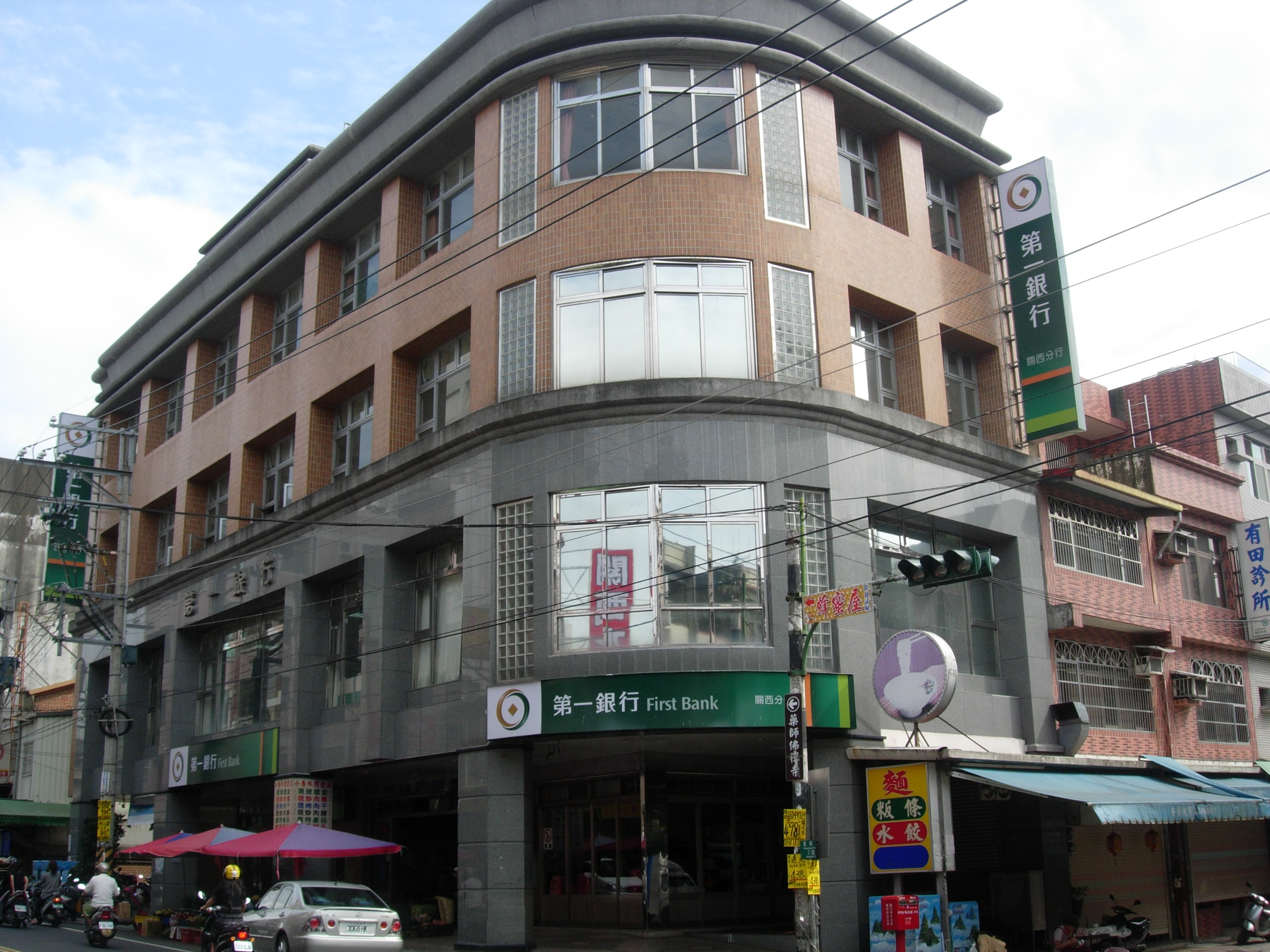
第一銀行關西分行

- 第一商業銀行關西分行（此為關西鎮第一家銀行）
- 關西鎮農會
- 郵局
- 國泰人壽關西通訊處

## 文化

### 宗教

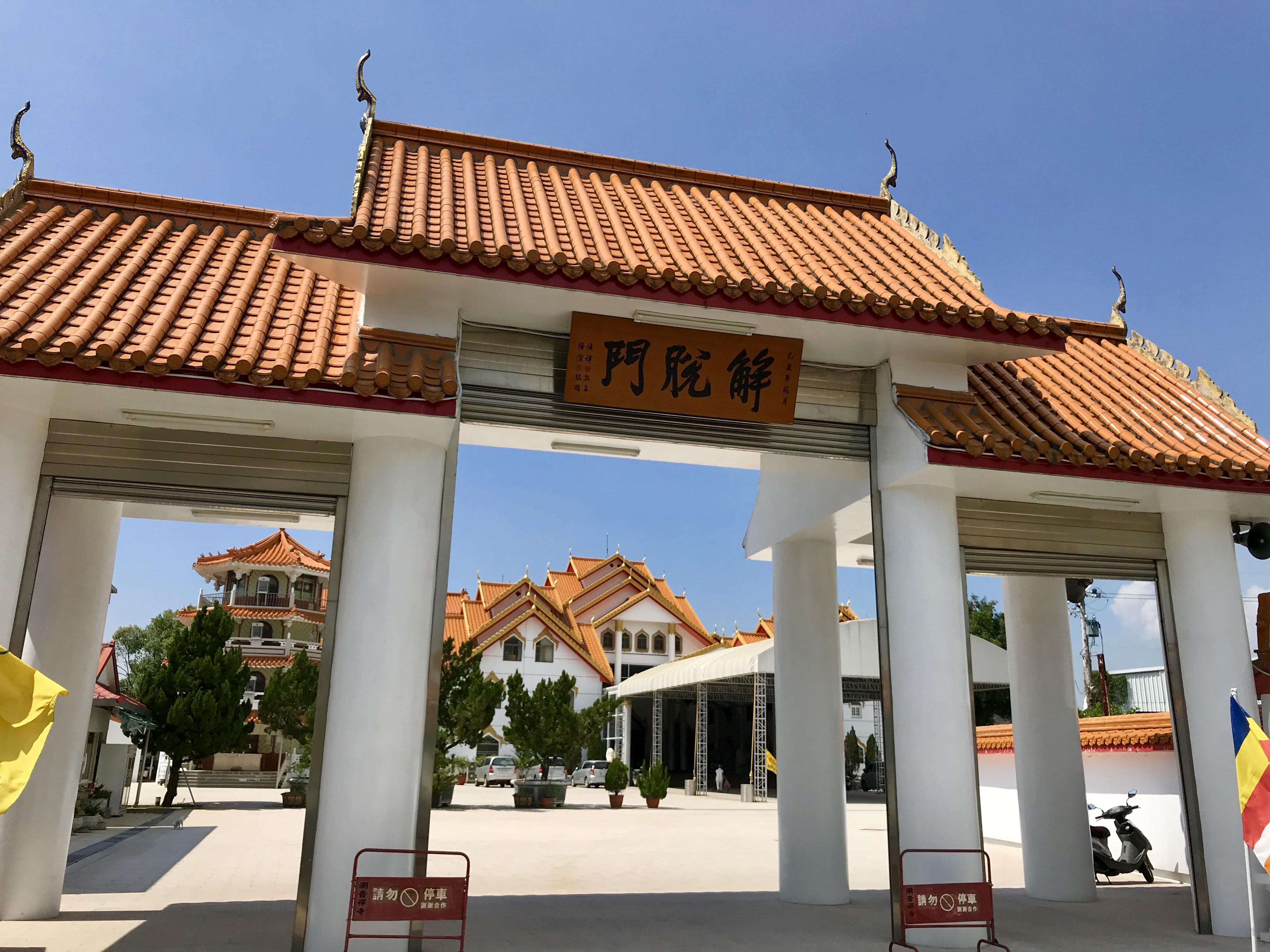
關西潮音禪寺

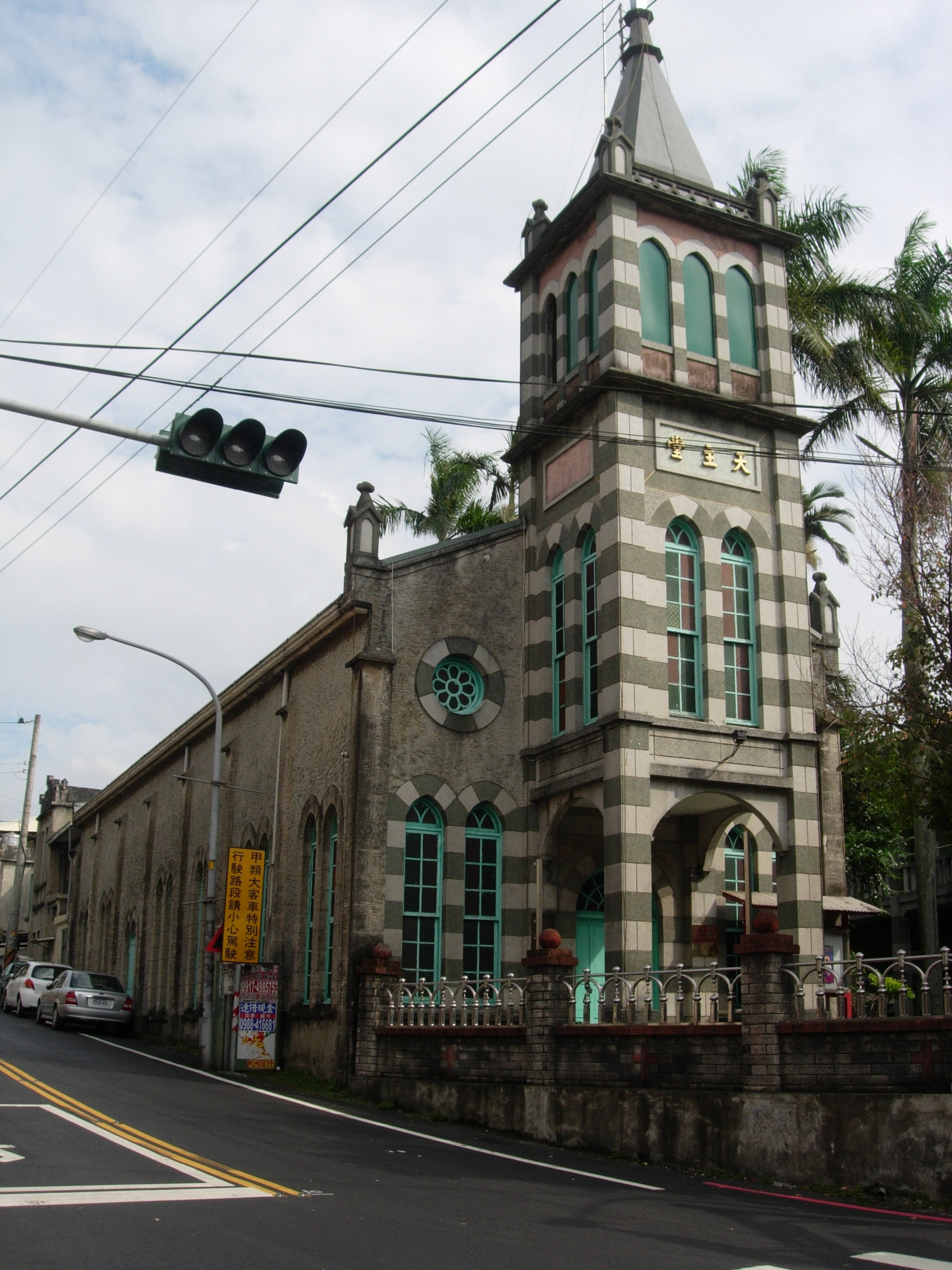
關西天主堂

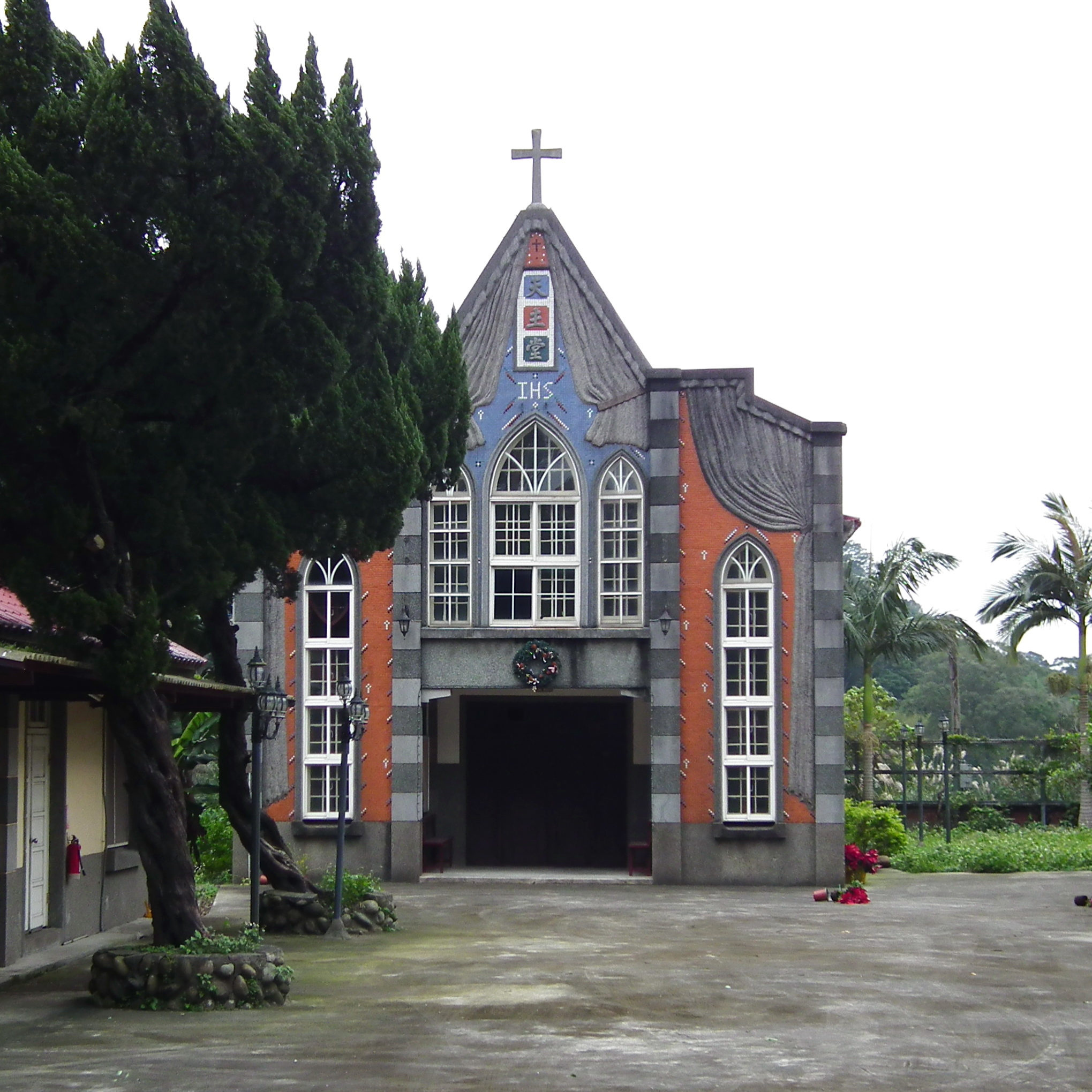
玫瑰聖母天主堂

- 關西太和宮關西太和宮

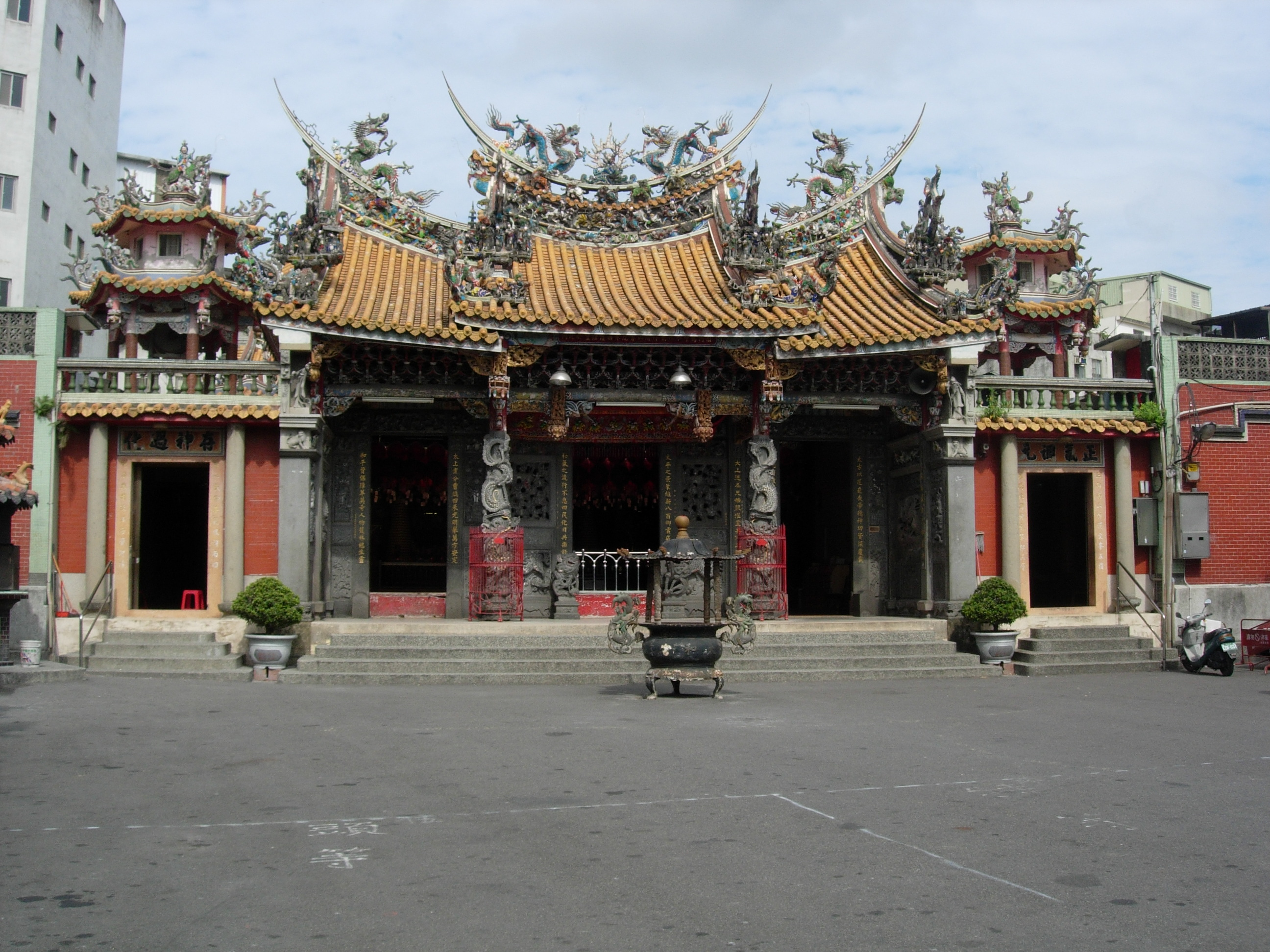
關西太和宮

- 關西潮音禪寺（關西八景之一） 關西潮音禪寺
- 關西石爺亭
- 關西水母娘娘廟
- 坪林元和宮
- 崑崙七星殿（老王公廟）
- 關西皇德宮（東平里18鄰南坑39號）
- 關西藥師佛禪寺
- 慈航觀音禪寺
- 金錦山義民廟
- 玉山太元宮
- 顯伯公
- 佛陀世界自然禪修閉關園區（原童話世界）
- 天陵藝術陵園
- 關西天主堂 關西天主堂
- 關西露德聖母朝聖地
- 坪林玫瑰聖母天主堂 玫瑰聖母天主堂

### 特產
- 關西仙草：主要栽種品種為匍匐型的桃園一號，屬一年一收，其優點為膠質多風味濃。

- 水稻
- 番茄
- 草莓

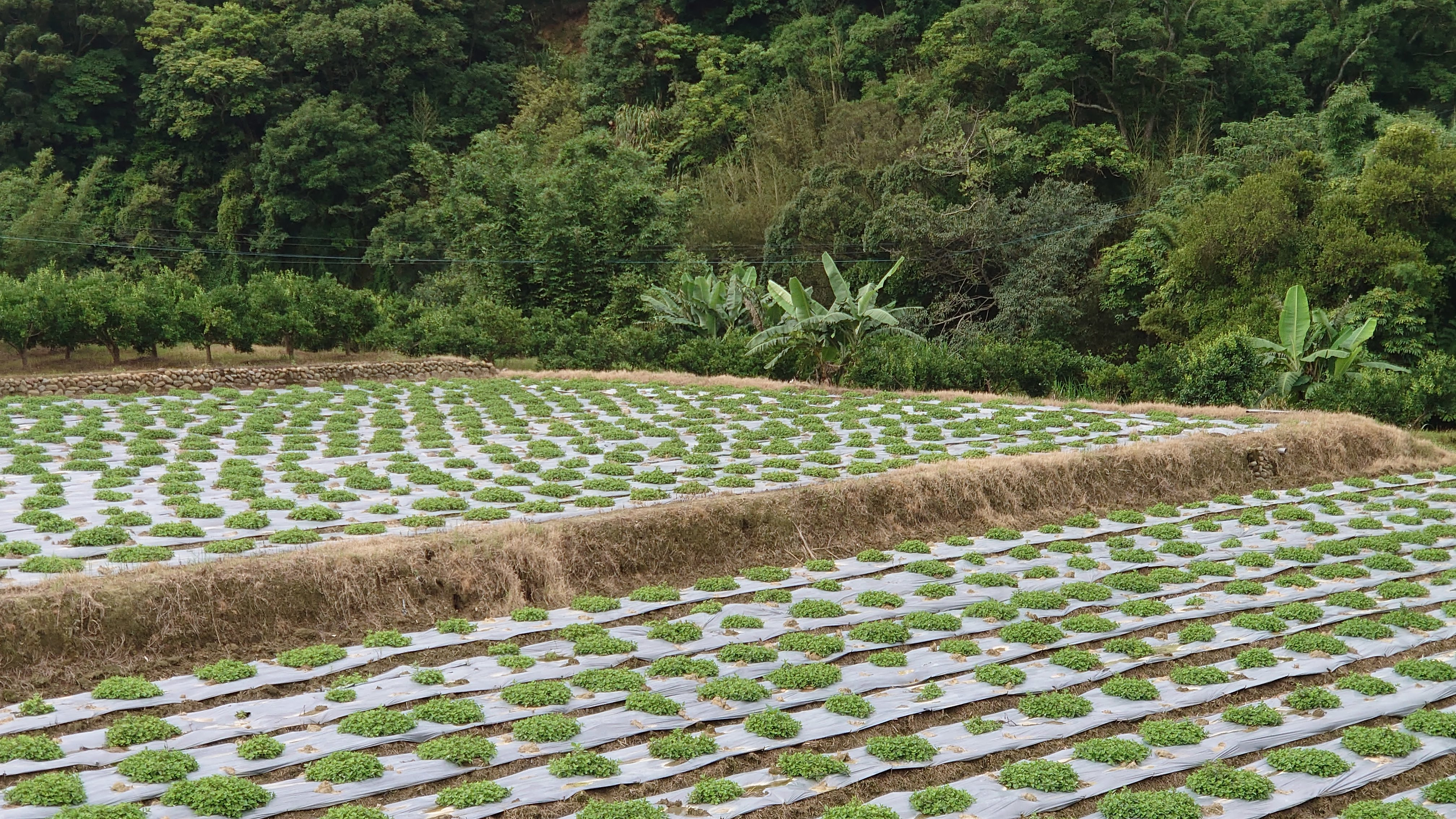
關西仙草種植

- 關西茶：栽種品種多為台茶1號、台茶17號及青心大冇。

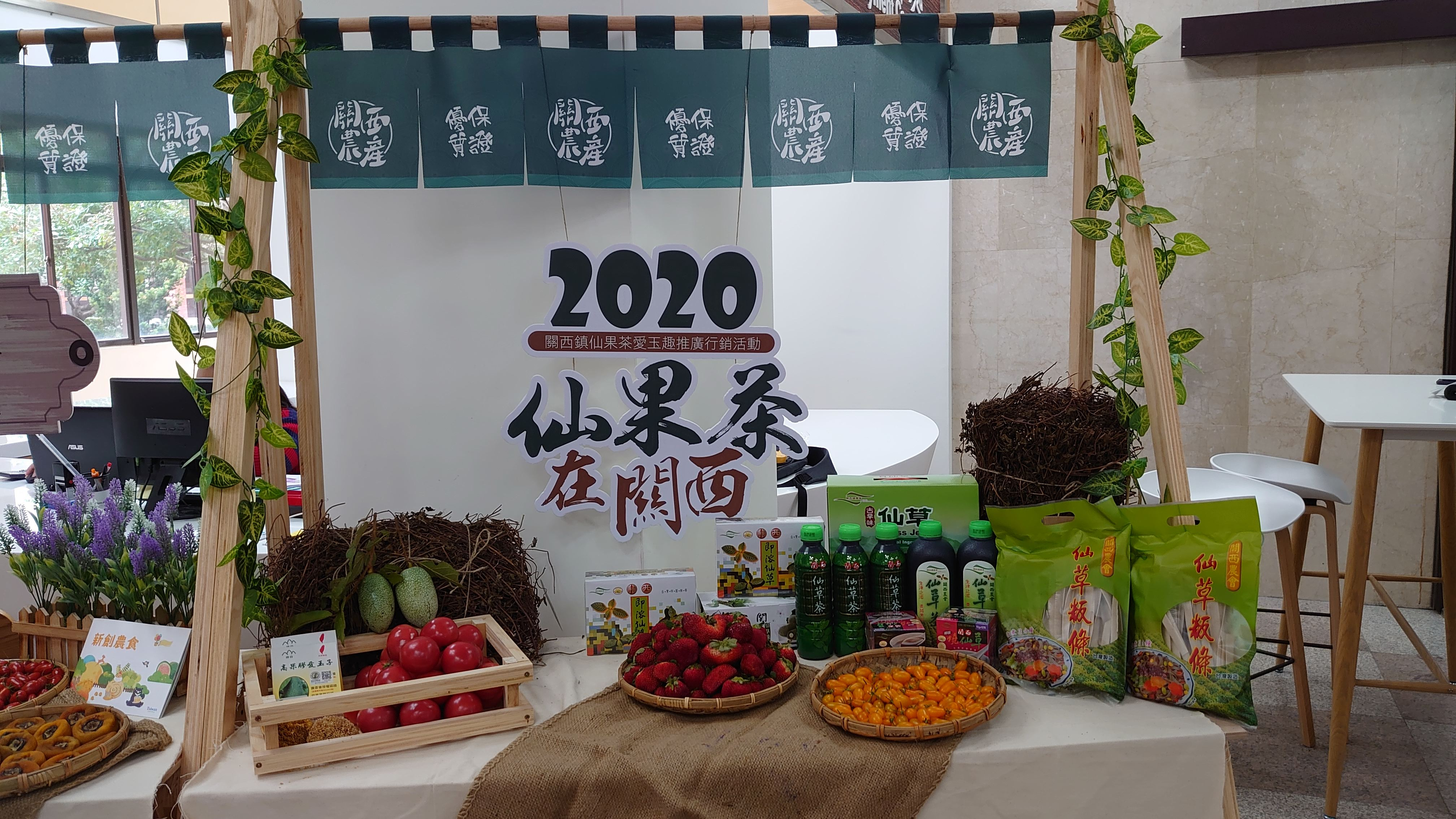
關西農特產品

- 鹹菜（大芥菜）
- 桶柑、茂谷柑、砂糖橘、海梨等柑橘類
- 椴木香菇
- 咖啡

- 關西摸骨
- 六福果菜行
- 關西仙果茶[24]

## 教育

### 高級中等學校
- 國立關西高級中學

### 國民中學
- 新竹縣立關西國民中學
- 新竹縣立富光國民中學
- 新竹縣立石光國民中學

### 國民小學
- 新竹縣關西鎮關西國民小學
- 新竹縣關西鎮玉山國民小學
- 新竹縣關西鎮東光國民小學
- 新竹縣關西鎮南和國民小學
- 新竹縣關西鎮太平國民小學
- 新竹縣關西鎮石光國民小學
- 新竹縣關西鎮東安國民小學
- 新竹縣關西鎮坪林國民小學
- 新竹縣關西鎮錦山國民小學

## 交通

### 鐵道
關西鎮境內曾經有輕便鐵路「安咸線」（安平至鹹菜硼，即今之平鎮至關西）、「紅咸線」（紅毛田至鹹菜硼，即今竹北火車站至關西）於1937年、1938年相繼拆除，現新竹客運關西總站為兩軌道的相接處舊址，而紅咸線的路線為現今的縣道118號竹北至關西市區一段，安咸線則是舊台3線（中豐路）路廊。
臺灣人力輕便鐵道是關西鎮在日本時代重要的貨運及客運的交通工具，主要運送關西鎮內所產自然資源（茶葉、木材、煤礦、柑橘）及生活物資，經過關西鎮的路線主要有三條：安咸輕鐵（平關線，安平－咸菜甕）、紅咸輕鐵（紅關線，紅毛田－新埔－咸菜甕）、馬武督輕鐵，但在公路運輸發達後而逐漸廢除。錦山石拱橋為馬武督線上僅存的歷史痕跡。
- 1911年，安咸線由咸菜甕至安平鎮接縱貫鐵路
- 1912年，紅咸線由紅毛田（縱貫鐵路）經新埔五分埔延長到咸菜甕
- 1914年，石門線（安咸延伸線）由咸菜甕經石門到赤柯山
- 1919年，安咸輕鐵公司與紅咸輕鐵公司合併為臺灣軌道株式會社（新竹客運前身），而安咸線改名為平關線，紅咸線改名為紅關線。
- 1925年，馬武督線（東成線）由咸菜甕到馬武督—東成公司六畜炭坑
- 1937年，平關線停止營運
- 1938年，紅關線停止營運
- 1944年，馬武督線、石門線停止營運

### 公路
目前關西鎮所有對外交通都必須仰賴公路，境內有省道及國道三號通過，其鎮內主要道路如下：
國道
- 國道三號（福爾摩沙高速公路）
  - 關西服務區（77）
  - 關西交流道（79）

省道
- 台3線

縣道
- 縣道118號：竹北市－新埔鎮－關西鎮－關西鎮馬武督部落－桃園市復興區羅浮（羅馬公路）

鄉道
- 竹16線：新埔土地公埔－關西（關埔路、中山路）
- 竹16-1線：坪林－東坑
- 竹18線：下南片－六福村（水汴頭高原道路）
- 竹18-1線：大東坑－大東坑尾
- 竹21線：石岡子－芎林
- 竹25線：南新－芎林鹿寮坑（南華路）
- 竹27線：六福村－關西（光明路）
- 竹28線：關西－大竹坑（仁和道路）
- 竹28-1線：下三屯－上三屯
- 竹29線：錦山－曲窩（六曲窩道路）
- 竹30線：燥坑－橫山沙坑
- 竹30-1線：玉山－經白石下－錦山（四份道路）
- 竹69線：間橋－牛欄河（水母娘娘道路）

### 公車客運
有多條公車路線通往新竹市、新竹縣竹北市、新埔鎮、竹東鎮、橫山鄉、芎林鄉、桃園市龍潭區、平鎮區、中壢區、大溪區、復興區、新北市中和區、板橋區及台北市。
國道客運
- 國光客運 目前有國光客運公司行駛竹東與台北間之國道客運行經關西鎮，停靠站有關西（店子岡）站及關西鎮公所站等二站，平常行駛為1820及1820A二路線交互行駛，其中1820A為有停靠關西鎮市區內的關西鎮公所站，另1821路線為行經員樹林站，班次較少，往返每日皆只有7個班次。（以上按2019年12月16日網路班次表）
  - 1820 竹東－榮民醫院－下公館－美會街－台泥－竹東高中－東寧路－朝陽路－石潭－福昌街－芎林－ 關西（店子崗）－ 大昌健行路口－龍潭－大昌健行路口－府中捷運站－板橋客運站－時報大樓－聯合醫院和平院區－西門站－中華路北站－捷運北門站
  - 1820A 竹東－榮民醫院－下公館－美會街－台泥－竹東高中－東寧路－朝陽路－石潭－福昌街－芎林－關西（店子崗）－關西鎮公所－ 大昌健行路口－龍潭－大昌健行路口－府中捷運站－板橋客運站－時報大樓－聯合醫院和平院區－西門站－中華路北站－捷運北門站
  - 1821 竹東－榮民醫院－下公館－美會街－台泥－竹東高中－東寧路－朝陽路－石潭－福昌街－芎林 － 關西（店子崗）－ 大昌健行路口－龍潭－國軍桃園醫院－九龍站－員樹林－大溪交流道－府中捷運站－板橋客運站－時報大樓－聯合醫院和平院區－西門站－中華路北站－捷運北門站

一般公路客運及市區公車
- 亦捷科際
  - 關西總站：新竹縣關西鎮中興路17號
    - 5619 新竹－竹北口－犁頭山－新埔－關西
    - 5619B 新竹－竹北口－犁頭山－新埔－關西營區－關西（僅周六及周日行駛）
    - 5620 新竹－竹北口－犁頭山－新埔－關西－龍潭－山子頂－中壢
- 捷乘客運
  -     - 5634 竹東－下公館－橫山－九讚頭－十分寮－關西－龍潭－山子頂－中壢
    - 5634A 竹東－下公館－橫山－九讚頭－十分寮－關西
- 桃園客運
  - 5109 大溪－復興－高遶－桃源仙谷－馬武督
- 亞通客運
  - 5617 關西－龍潭－山子頂－中壢
  - 5617A 關西－關西高中－龍潭－山子頂－中壢
  - 5653 中壢－龍潭－車頭－小人國－六福村

其他路線公車
- 金牌客運
  - 觀光2號 高鐵新竹站－關西國中－六福村 （僅國定例假日行駛，經國道3號）
  - 觀光5號 高鐵新竹站－關西小熊博物館 （已停駛）[27]

- 關西幸福巴士
  - 關下線 關西－坪林－下橫坑
  - 關金線A 關西－錦山－金鳥樂園
  - 關金線B 關西－六曲窩－錦山－金鳥樂園
  - 關六線 關西－金山－六曲窩
  - 關玉線 關西－東光－玉山

## 旅遊

### 人文歷史
關西鎮上至今保留了傳統客式、閩式屋舍，日治時期的官舍及商街建築，現代化的新式獨棟住宅及公寓大樓，共同組關西在人文風貌方面的特色景觀，新舊建築的交錯在關西街上隨處可見。
- 東安古橋（關西八景之一）

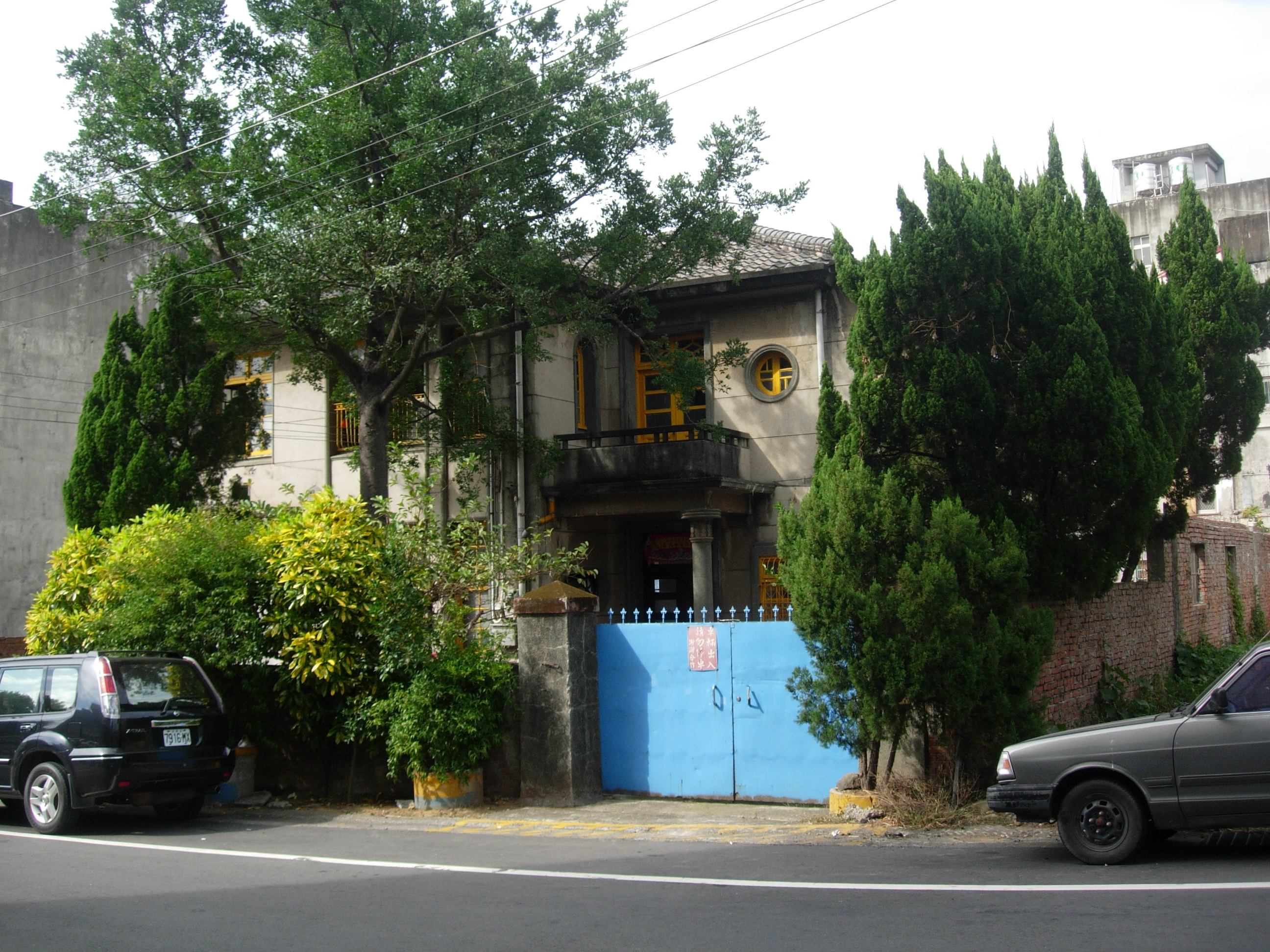
老鎮長陳興盛故居，於1953年興建（北平路與正義路口）

- 舊關西分駐所（「為 「關西大客廳計畫」核心與連接周邊古蹟建築及老街）
- 關西分駐所所長宿舍（定期開放參觀）
- 羅屋書院 （提供參觀）
- 老鎮長陳興盛故居：為一混合日洋風格歷史建築[28]
- 金廣成文化館
- 坪林范屋（高平堂）
- 石店子老街（中正路）
- 關西鄭氏祠堂
- 羅氏家祠
- 關西樹德醫院
- 小熊博物館（原關西迎風館，已停業）
- 關西台灣紅茶公司（提供參觀）
- 范朝燈故居
- 錦泰老茶廠（提供參觀）
- 台電保線吊橋
- 錦山石拱橋（錦山糯米橋）

### 生態景點

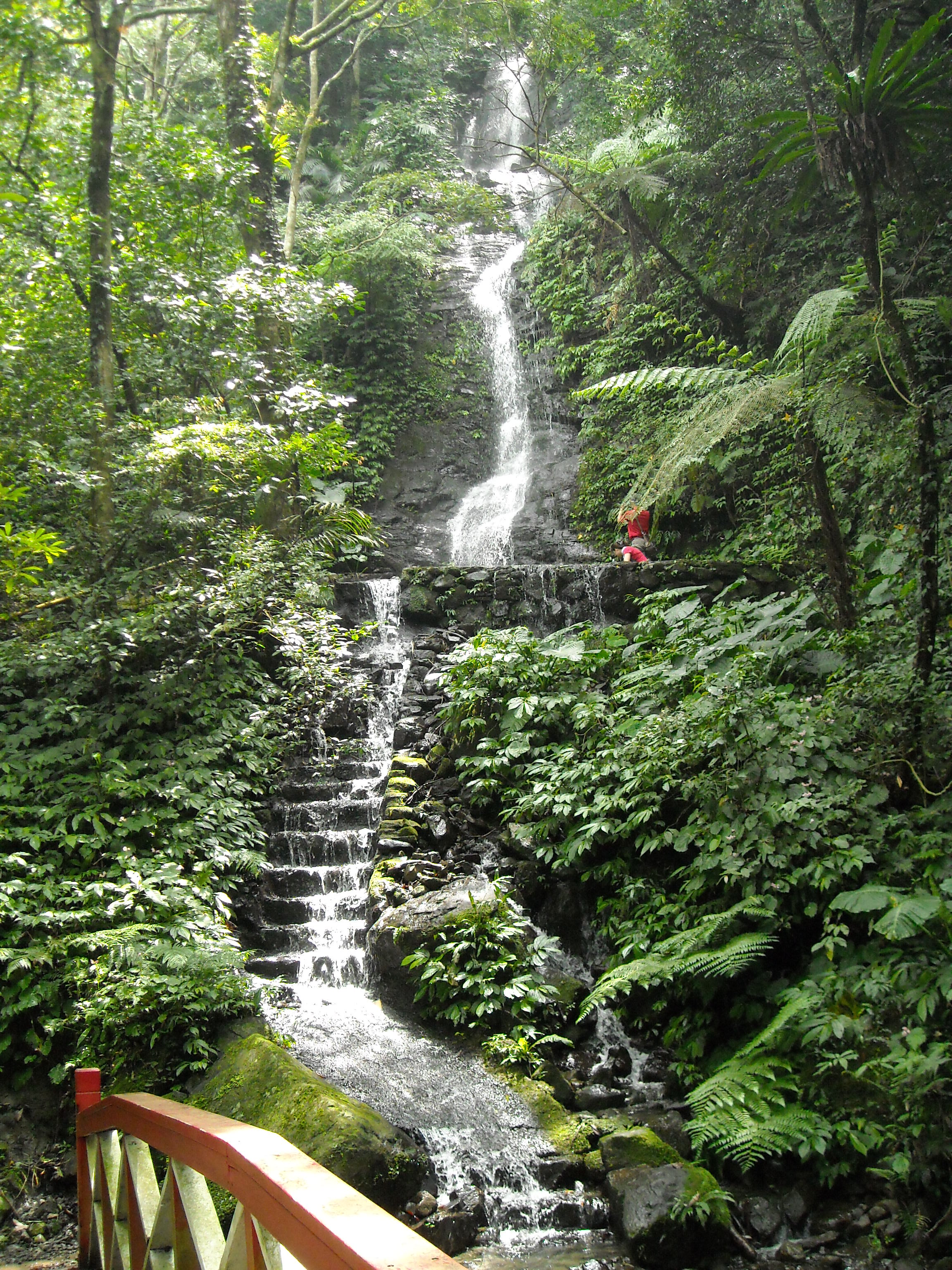
位於馬武督探索森林內的馬武督瀑布

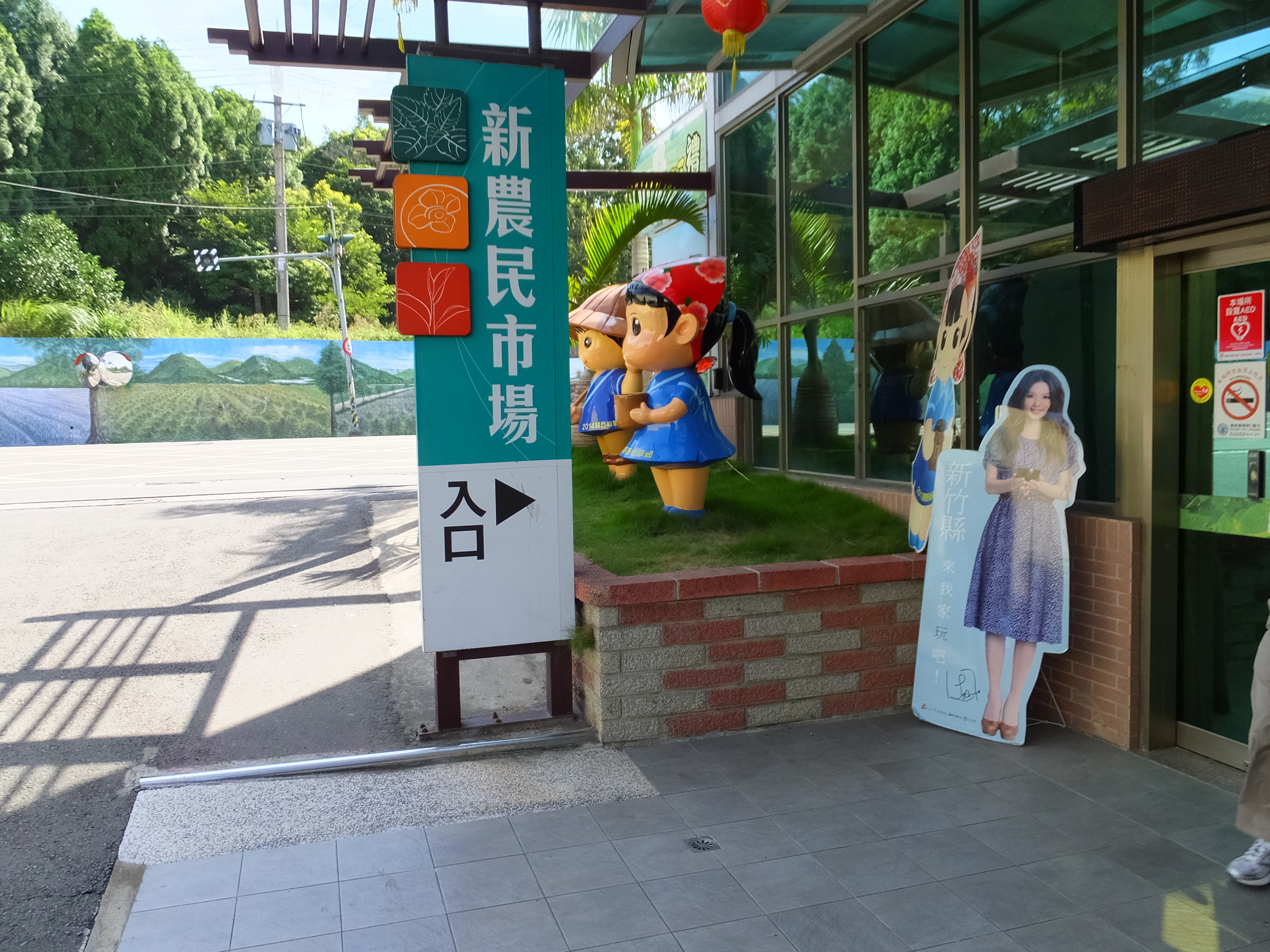
關西鎮農會新農民市場

- 馬武督探索森林（關西八景之一）
- 石牛坑森林景觀休閒區
- 北山邊坡生態社區
- 金勇DIY休閒農場
- 仙草博物館
- 關西鎮農會新農民市場（仙草加工廠）
- 綠茶溫家堡
- 高平番茄農場
- 德記杮餅加工站
- 吳厝柿餅
- 裕大關西仙草茶
- 李記手工醬油
- 關西八景

### 步道
- 石牛山步道
- 四寮溪生態步道
- 馬武督步道群、外鳥嘴山
- 關西赤柯山、東獅頭山步道
- 黃劫古道
- 樟之細路：

樟之細路（Raknus Selu）是位於桃園龍潭與台中東勢間的丘陵地區的台灣國家綠道系統之一，大致沿台三線「內山公路」而行，綠道名稱採用原漢語言組合，Raknus 是賽夏族和泰雅族人對「樟」的稱呼，述說樟腦產業在內山發展的地位；而 Selu 則是客家話中的「小徑」，意味著與日常生活息息相關，其中位於關西鎮的步道為：
主線：
- 小粗坑-打牛崎古道（RSA-09-RSA-10）：古道0.7公里，山徑3.1公里。
- 渡南古道（RSA-13）：長度1公里。
- 飛鳳古道（RSA-17）：古道0.2公里，山徑2.4公里

副線：
- 石光古道（RSB-06-1）：因位於老虎山上，又名老虎山步道。

### 商業設施
- 統一渡假村馬武督渡假中心
- 金鳥海族樂園（停業中）
- 華光跳蚤市場（已結束）
- 關西服務區
- 六福村
- 立益高爾夫球場
- 山溪地高爾夫球場
- 旭陽高爾夫球場
- 老爺關西高爾夫球場
- 萊馥健康休閒渡假村

### 客庄色彩計畫
客家委員會為推廣客家生活文化，落實提振客庄美學的目標，藉由此計畫以環境色彩學為基準，並實地進行田野調查，其建築用色、材質、百年悠閒老街、農作植栽，從歷史、自然到生活的客庄美學設計。本次試辦以關西鎮為主角，記錄下關西的歷史建物、人文故事，季節流轉中的自然景觀，以攝影成像分析景色色彩、色票對照分析物件色彩，從取出的色彩，找到氛圍落在的範圍，分析屬於關西色彩的獨特性，探索其與客家文化與日常生活間的深刻關係，透過設計、跨界、資源整合，出版了一本關西色彩手冊《靚庄 客家關西色彩》，並於2022臺灣年度設計大獎獲得「年度在地文化新演繹」獎項。

## 外部連結
- 關西鎮公所 （页面存档备份，存于）
- 關西鎮公所的Facebook專頁
- YouTube上的關西鎮公所頻道